# Internet Explorer
Internet Explorer (IE) var en webbläsare utvecklad av Microsoft. Den var baserad på Mosaic som utvecklades av NCSA vid University of Illinois på Urbana-Champaign.
Internet Explorer har även funnits i versioner för HP-UX, Mac OS Classic, Mac OS och Solaris, men fortsatt utveckling är planerad endast för Windows-plattformen. Dessutom var version 8 inte tillgänglig för Windows-operativsystem äldre än Windows XP och version 10 endast för Windows 7 och Windows 8.

## Historia

Marknadsandel för Internet Explorer genom åren.

Internet Explorer härstammar från Spyglass Mosaic. Spyglass licensierade teknologin och varumärken från NCSA för att producera en egen webbläsare som dock aldrig använde sig av någon källkod från Mosaic.
I mitten av 1990-talet dominerade Netscape marknaden för webbläsare men i samband med att Microsoft lanserade Internet Explorer gratis till alla Windows-användare i november 1995 började Internet Explorer ta över allt mer av marknaden. År 2002 hade de en marknadsandel på 96 procent.

### Versioner
- Internet Explorer 1, den första versionen, lanserades augusti 1995.
- Internet Explorer 2 lanserades i november 1995.
- Internet Explorer 3 som lanserades i augusti 1996 och var den första versionen som fick stöd för CSS.
- Internet Explorer 4 lanserades i september 1997 som blev en stor framgång och tog stora marknadsandelar från den ledande webbläsaren Netscape Navigator.
- Internet Explorer 5 lanserades i mars 1999.
- Internet Explorer 6 lanserades i augusti 2001.
- Internet Explorer 7 lanserades i oktober 2006
- Internet Explorer 8 lanserades i mars 2009.
- Internet Explorer 9 lanserades i mars 2011 och fungerar endast med Windows Vista eller Windows 7.
- Internet Explorer 10 lanserades i oktober 2012 och fungerar endast med Windows 7 eller Windows 8.
- Internet Explorer 11 är den senaste versionen och finns bara tillgänglig för Windows 7 och Windows 8.1 samt inbyggd i Windows 10.

### Nedläggning
Den 17 mars 2015 meddelade Microsoft att man skulle ersätta Internet Explorer som huvudsaklig webbläsare i samband med att de lanserade det nya operativsystemet Windows 10 under den senare delen av 2015. Den efterföljande webbläsaren heter Microsoft Edge, men hade under en period arbetsnamnet Project Spartan.
Supporten till Internet Explorer har upphört. Eftersom den då kan utgöra en säkerhetsrisk rekommenderas allmänheten att avinstallera Internet Explorer.

### Versionshistorik
| Webbläsarens namn    | Version | Supportstatus | Släppt                                                      |
| -------------------- | ------- | ------------- | ----------------------------------------------------------- |
| Internet Explorer 1  | 1.0     | ✘             | 16 augusti 1995                                             |
| Internet Explorer 2  | 2.0     | ✘             | 22 november 1995                                            |
| Internet Explorer 3  | 3.0     | ✘             | 13 augusti 1996                                             |
| Internet Explorer 4  | 4.0     | ✘             | september 1997                                              |
| Internet Explorer 5  | 5.0     | ✘             | 18 mars 1999                                                |
| Internet Explorer 6  | 6.0     | ✘             | 27 augusti 2001                                             |
| Internet Explorer 7  | 7.0     | ✘             | 18 oktober 2006                                             |
| Internet Explorer 8  | 8.0     | ✘             | 19 mars 2009                                                |
| Internet Explorer 9  | 9.0     | ✘             | 14 mars 2011                                                |
| Internet Explorer 10 | 10.0    | ✘             | (Windows 8: 26 oktober 2012) (Windows 7: 26 februari 2013)  |
| Internet Explorer 11 | 11.0    | ✘             | (Windows 8.1: 17 oktober 2013) (Windows 7: 7 november 2013) |

## Plugins och skal
Det finns många plugins till Internet Explorer som är avsedda att förbättra användarvänligheten. Dessutom finns hela webbläsare som använder Internet Explorers rendering, Trident, för att visa sidorna för användaren. Exempel på sådana webbläsare är Maxthon och Avant Browser.

## Kritik
Kritiken mot Internet Explorer har i stor utsträckning handlat om säkerheten och inkompatibilitet med html-standarderna. Innan Service Pack 2 berodde många av problemen på sårbarheter i Microsoft Java VM som inte hindrade illvillig kod från att installeras. I och med Service Pack 2 inaktiveras Microsoft Java VM och kan tas bort utan negativa konsekvenser.
Säkerhetsinställningar för ActiveX och VBscript har tidigare fått stark kritik men efter Service Pack 2 krävs användarinteraktion för att installera komponenter baserade på dessa tekniker. Likväl luras många användare att installera illvillig kod genom social ingenjörskonst.
Internet Explorers förespråkare kan invända att användare av andra webbläsare löper samma risk, bland annat om webbläsaren har stöd för exempelvis Java. Förespråkare pekar gärna också på att Internet Explorer har mycket större användartal och därför är mer attraktivt att attackera. Skillnaden ligger i mängden felaktig kod och framförallt kritiska fel i jämförelse med andra webbläsare.
En av de större säkerhetsbristerna i Internet Explorer, liksom andra webbläsare, är att den körs med samma behörighet som den inloggade användaren. Detta är ett problem därför att de flesta Windows XP-användare alltid är inloggade som administratörer. Detta kan lösas med verktyg som låter användaren starta program med begränsad behörighet. En nackdel med denna lösning är att man inte kan utöka behörigheten vid behov, utan måste starta Internet Explorer på nytt om man till exempel vill använda Microsoft Update. I Windows Vista är denna säkerhetsbrist till vissa delar åtgärdad.
Internet Explorer har också blivit kritiserat för att inte tillräckligt väl följa W3C:s standarder för hur webbsidor ska tolkas och visas. Därför använder webbdesigner ofta specialregler just för Internet Explorer-användare så att webbsidan visas korrekt. Sedan version 8 och 9 följs standarder bättre.
Bundesamt für Sicherheit in der Informationstechnik (BSI) gick i mitten av januari 2010 ut och varnade för användandet av Internet Explorer 6, 7 och 8 i ett Microsoft Windows operativsystem på grund av de attacker som gjorts mot bland annat användare av Googles mail-tjänst. De rekommenderade att man bytte webbläsare tills Microsoft hade åtgärdat problemet. BSI gick den 19 september 2012 ut och varnade för att använda Internet Explorer 7, 8 och 9 under Windows XP, Windows Vista eller Windows 7 för ett nytt säkerhetshål. Den svenska Myndigheten för samhällsskydd och beredskap (MSB) följde efter med samma råd via sin avdelning Cert-SE.

En långsiktig säkerhetsåtgärd kan vara att installera alternativa lösningar, enligt MSB.
Kritik har även riktas över Microsofts beslut att inte utveckla nyare versioner av Internet Explorer för Windows XP och Windows Vista.

## Webbläsarvalet
Alla invånare i EES-länderna får sedan 1 mars 2010 möjligheten genom en uppdatering från Microsoft ett erbjudande om att installera en annan webbläsare och därmed dölja Internet Explorer. Uppdateringen finns från Windows XP.
Valet av webbläsare går till genom webbplatsen www.browserchoice.eu och bestod till en början av följande webbläsare, Internet Explorer, Opera, Firefox, Chrome, Safari, Avant Browser, Slimbrowser, Sleipnir, Flock, Greenbrowser, K-Meleon och Maxthon. Webbläsarna byts ut två gånger varje år och består av de tolv populäraste webbläsarna i Europa.